# Imutilaid
Imutilaid est une île d'Estonie située dans le golfe de Riga.